# Libellen-Walzer
Libellen-Walzer, op. 180, är en vals av Johann Strauss den yngre. Den spelades första gången den 29 januari 1856 i Sofiensäle i Wien.

## Historia
Valsen skrevs till karnevalen 1856 och spelades första gången vid teknikstudenternas bal den 29 januari. Titeln är tvetydig på tyska. Å ena sidan handlar det om det vätskefyllda glasrör med en luftbubbla (ty. Libelle) som återfinns i ett vattenpass; å andra sidan om insekten trollsländor (ty. Libellen). 

## Om valsen
Speltiden är ca 11 minuter och 23 sekunder plus minus några sekunder beroende på dirigentens musikaliska tolkning.

## Weblänkar
- Libellen-Walzer i Naxos-utgåvan.